# Смех са сцене: Атеље 212
„Смех са сцене: Атеље 212” је југословенски документарни ТВ филм из 1972. године. Режирала га је Мира Траиловић која је написала и сценарио.

## Улоге
| Глумац                     | Улога                            |
| -------------------------- | -------------------------------- |
| Мира Бањац                 | Мајсторица                       |
| Милутин Бутковић           | Центарфор, Војник & Деда         |
| Маја Чучковић              | Мама Иби & Мати                  |
| Милена Дравић              | Кћерка                           |
| Петар Краљ                 | Зирон, Војник, Тола & Велики     |
| Предраг Мики Манојловић    |                                  |
| Раде Марковић              | Тодор 1                          |
| Ташко Начић                | Котис, Центархалф, Војник & Отац |
| Чедомир Петровић           |                                  |
| Зоран Радмиловић           | Тата Иби & Капетан               |
| Јелисавета Сека Саблић     | Јелисавета                       |
| Ружица Сокић               | Милева                           |
| Боро Стјепановић           |                                  |
| Властимир Ђуза Стојиљковић | Ујак                             |
| Бора Тодоровић             | Тодор 2. & Војник                |